# Comelico Superiore
Comelico Superiore – miejscowość i gmina we Włoszech, w regionie Wenecja Euganejska, w prowincji Belluno.
Według danych na styczeń 2009 gminę zamieszkiwały 2372 osoby przy gęstości zaludnienia 24,7 os./1 km².